# Circuito de Baloncesto de la Costa del Pacífico 2022
La Temporada 2022 del CIBACOPA será la vigésima segunda edición del Circuito de Baloncesto de la Costa del Pacífico. El torneo comenzará el 30 de marzo de 2022 con nueve equipos de los estados de Baja California, Baja California Sur, Jalisco, Sinaloa y Sonora.
El día 17 de febrero de 2022, por medio de un comunicado, el actual subcampeón, Mantarrayas de La Paz informó a toda la comunidad que no verá acción en el 2022 priorizando la salud, y derivado del incremento de casos de COVID.

## Equipos
| Circuito de Baloncesto de la Costa del Pacífico 2022 |               |                            |                             |                                        |           |
| Equipo                                               | Miembro desde | Entrenador                 | Ciudad                      | Pabellón                               | Capacidad |
| Astros de Jalisco                                    | 2022          | Alejandro Formento Sánchez | Guadalajara, Jalisco        | Arena Astros                           | 4,000     |
| Caballeros de Culiacán                               | 2001          | Andrés Contreras Arellano  | Culiacán, Sinaloa           | Polideportivo Juan S Millán            | 2,000     |
| Halcones de Ciudad Obregón                           | 2016          | Ariel Rearte               | Ciudad Obregón, Sonora      | Arena ITSON                            | 3,500     |
| Mantarrayas de La Paz                                | 2016          | Sebastián Sucarrat         | La Paz, Baja California Sur | Arena La Paz                           | 1,700     |
| Ostioneros de Guaymas                                | 2008          | John Welch                 | Guaymas, Sonora             | Gimnasio Municipal de Guaymas          | 1,200     |
| Pioneros de Los Mochis                               | 2001          | Guillermo Edgardo Vecchio  | Los Mochis, Sinaloa         | Centro de Usos Múltiples de Los Mochis | 5,830     |
| Rayos de Hermosillo                                  | 2009          | Steven Walton              | Hermosillo, Sonora          | Arena Sonora                           | 3,500     |
| Venados de Mazatlán                                  | 2015          | James Penny                | Mazatlán, Sinaloa           | Lobo Dome                              | 8,000     |
| Zonkeys de Tijuana                                   | 2010          | Henry Bibby                | Tijuana, Baja California    | Auditorio Zonkeys                      | 4,888     |

## Temporada 2022

### Resultados
| Jornada 1                  | Jornada 1 | Jornada 1                  | Jornada 1                     | Jornada 1   | Jornada 1 | Jornada 1 |
| Local                      | Resultado | Visitante                  | Estadio                       | Fecha       | Hora      |           |
| -------------------------- | --------- | -------------------------- | ----------------------------- | ----------- | --------- | --------- |
| Zonkeys de Tijuana         | 85 - 97   | Astros de Jalisco          | Auditorio Zonkeys             | 30 de marzo | 20:00     |           |
| Zonkeys de Tijuana         | 98-110    | Astros de Jalisco          | Auditorio Zonkeys             | 1 de abril  | 18:30     |           |
| Caballeros de Culiacán     | 96-98     | Venados de Mazatlán        | Polideportivo Juan S Millán   | 1 de abril  | 20:15     |           |
| Rayos de Hermosillo        | 90-61     | Ostioneros de Guaymas      | Arena Sonora                  | 1 de abril  | 20:15     |           |
| Pioneros de Los Mochis     | 93-100    | Halcones de Ciudad Obregón | CUM Los Mochis                | 1 de abril  | 20:20     |           |
| Venados de Mazatlán        | 107-80    | Caballeros de Culiacán     | Lobo Dome                     | 2 de abril  | 18:45     |           |
| Zonkeys de Tijuana         | 82-80     | Astros de Jalisco          | Auditorio Zonkeys             | 2 de abril  | 19:30     |           |
| Ostioneros de Guaymas      | 92-80     | Rayos de Hermosillo        | Gimnasio Municipal de Guaymas | 2 de abril  | 20:15     |           |
| Halcones de Ciudad Obregón | 78-86     | Pioneros de Los Mochis     | Arena ITSON                   | 2 de abril  | 21:00     |           |

| Jornada 2              | Jornada 2 | Jornada 2                  | Jornada 2                   | Jornada 2  | Jornada 2 | Jornada 2 |
| Local                  | Resultado | Visitante                  | Estadio                     | Fecha      | Hora      |           |
| ---------------------- | --------- | -------------------------- | --------------------------- | ---------- | --------- | --------- |
| Astros de Jalisco      | 106-71    | Venados de Mazatlán        | Arena Astros                | 5 de abril | 19:00     |           |
| Caballeros de Culiacán | 88-83     | Halcones de Ciudad Obregón | Polideportivo Juan S Millán | 5 de abril | 20:15     |           |
| Rayos de Hermosillo    | 69-83     | Zonkeys de Tijuana         | Arena Sonora                | 5 de abril | 20:15     |           |
| Pioneros de Los Mochis | 112-109   | Ostioneros de Guaymas      | CUM Los Mochis              | 5 de abril | 20:15     |           |
| Astros de Jalisco      | 87-81     | Venados de Mazatlán        | Arena Astros                | 6 de abril | 19:00     |           |
| Rayos de Hermosillo    | 107-96    | Zonkeys de Tijuana         | Arena Sonora                | 6 de abril | 20:15     |           |
| Pioneros de Los Mochis | 96-88     | Ostioneros de Guaymas      | CUM Los Mochis              | 6 de abril | 20:15     |           |
| Caballeros de Culiacán | 94-105    | Halcones de Ciudad Obregón | Polideportivo Juan S Millán | 6 de abril | 20:15     |           |

| Jornada 3                  | Jornada 3 | Jornada 3              | Jornada 3                     | Jornada 3   | Jornada 3 | Jornada 3 |
| Local                      | Resultado | Visitante              | Estadio                       | Fecha       | Hora      |           |
| -------------------------- | --------- | ---------------------- | ----------------------------- | ----------- | --------- | --------- |
| Astros de Jalisco          | 83-74     | Caballeros de Culiacán | Arena Astros                  | 8 de abril  | 20:00     |           |
| Ostioneros de Guaymas      | 96-100    | Zonkeys de Tijuana     | Gimnasio Municipal de Guaymas | 8 de abril  | 20:15     |           |
| Halcones de Ciudad Obregón | 79-88     | Rayos de Hermosillo    | Arena ITSON                   | 8 de abril  | 20:15     |           |
| Astros de Jalisco          | 97-87     | Caballeros de Culiacán | Arena Astros                  | 9 de abril  | 18:00     |           |
| Venados de Mazatlán        | 108-94    | Pioneros de Los Mochis | Lobo Dome                     | 9 de abril  | 18:15     |           |
| Ostioneros de Guaymas      | 96-86     | Zonkeys de Tijuana     | Gimnasio Municipal de Guaymas | 9 de abril  | 20:15     |           |
| Halcones de Ciudad Obregón | 93-82     | Rayos de Hermosillo    | Arena ITSON                   | 9 de abril  | 20:15     |           |
| Venados de Mazatlán        | 89-93     | Pioneros de Los Mochis | Lobo Dome                     | 10 de abril | 18:15     |           |

| Jornada 4                  | Jornada 4 | Jornada 4              | Jornada 4         | Jornada 4   | Jornada 4 | Jornada 4 |
| Local                      | Resultado | Visitante              | Estadio           | Fecha       | Hora      |           |
| -------------------------- | --------- | ---------------------- | ----------------- | ----------- | --------- | --------- |
| Zonkeys de Tijuana         | 94-89     | Venados de Mazatlán    | Auditorio Zonkeys | 12 de abril | 19:30     |           |
| Rayos de Hermosillo        | 91-90     | Ostioneros de Guaymas  | Arena Sonora      | 12 de abril | 20:15     |           |
| Halcones de Ciudad Obregón | 93-82     | Astros de Jalisco      | Arena ITSON       | 12 de abril | 20:15     |           |
| Pioneros de Los Mochis     | 116-79    | Caballeros de Culiacán | CUM Los Mochis    | 12 de abril | 20:15     |           |
| Zonkeys de Tijuana         | 83-92     | Venados de Mazatlán    | Auditorio Zonkeys | 13 de abril | 19:30     |           |
| Rayos de Hermosillo        | 102-86    | Ostioneros de Guaymas  | Arena Sonora      | 13 de abril | 20:15     |           |
| Halcones de Ciudad Obregón | 87-95     | Astros de Jalisco      | Arena ITSON       | 13 de abril | 20:15     |           |
| Pioneros de Los Mochis     | 98-90     | Caballeros de Culiacán | CUM Los Mochis    | 13 de abril | 20:15     |           |

| Jornada 5              | Jornada 5 | Jornada 5                  | Jornada 5                     | Jornada 5   | Jornada 5 | Jornada 5 |
| Local                  | Resultado | Visitante                  | Estadio                       | Fecha       | Hora      |           |
| ---------------------- | --------- | -------------------------- | ----------------------------- | ----------- | --------- | --------- |
| Pioneros de Los Mochis | 105-89    | Zonkeys de Tijuana         | CUM Los Mochis                | 19 de abril | 20:15     |           |
| Rayos de Hermosillo    | 73-92     | Astros de Jalisco          | Arena Sonora                  | 19 de abril | 20:15     |           |
| Ostioneros de Guaymas  | 108-115   | Halcones de Ciudad Obregón | Gimnasio Municipal de Guaymas | 19 de abril | 20:15     |           |
| Caballeros de Culiacán | 79-72     | Venados de Mazatlán        | Polideportivo Juan S Millán   | 19 de abril | 20:15     |           |
| Rayos de Hermosillo    | 71-61     | Astros de Jalisco          | Arena Sonora                  | 20 de abril | 20:15     |           |
| Pioneros de Los Mochis | 93-83     | Zonkeys de Tijuana         | CUM Los Mochis                | 20 de abril | 20:15     |           |
| Ostioneros de Guaymas  | 80-92     | Halcones de Ciudad Obregón | Gimnasio Municipal de Guaymas | 20 de abril | 20:15     |           |
| Caballeros de Culiacán | 77-80     | Venados de Mazatlán        | Polideportivo Juan S Millán   | 20 de abril | 20:15     |           |

| Jornada 6                  | Jornada 6 | Jornada 6              | Jornada 6                     | Jornada 6   | Jornada 6 | Jornada 6 |
| Local                      | Resultado | Visitante              | Estadio                       | Fecha       | Hora      |           |
| -------------------------- | --------- | ---------------------- | ----------------------------- | ----------- | --------- | --------- |
| Zonkeys de Tijuana         | 95-73     | Caballeros de Culiacán | Auditorio Zonkeys             | 22 de abril | 19:30     |           |
| Venados de Mazatlán        | 102-95    | Rayos de Hermosillo    | Lobo Dome                     | 22 de abril | 20:15     |           |
| Ostioneros de Guaymas      | 90-84     | Astros de Jalisco      | Gimnasio Municipal de Guaymas | 22 de abril | 20:15     |           |
| Halcones de Ciudad Obregón | 98-96     | Pioneros de Los Mochis | Arena ITSON                   | 22 de abril | 20:15     |           |
| Venados de Mazatlán        | 68-93     | Rayos de Hermosillo    | Lobo Dome                     | 23 de abril | 18:30     |           |
| Zonkeys de Tijuana         | 88-81     | Caballeros de Culiacán | Auditorio Zonkeys             | 23 de abril | 19:30     |           |
| Ostioneros de Guaymas      | 86-81     | Astros de Jalisco      | Gimnasio Municipal de Guaymas | 23 de abril | 20:15     |           |
| Halcones de Ciudad Obregón | 80-81     | Pioneros de Los Mochis | Arena ITSON                   | 23 de abril | 20:15     |           |

| Jornada 7           | Jornada 7 | Jornada 7                  | Jornada 7         | Jornada 7   | Jornada 7 | Jornada 7 |
| Local               | Resultado | Visitante                  | Estadio           | Fecha       | Hora      |           |
| ------------------- | --------- | -------------------------- | ----------------- | ----------- | --------- | --------- |
| Zonkeys de Tijuana  | 86-84     | Halcones de Ciudad Obregón | Auditorio Zonkeys | 26 de abril | 19:30     |           |
| Rayos de Hermosillo | 87-84     | Caballeros de Culiacán     | Arena Sonora      | 26 de abril | 20:15     |           |
| Venados de Mazatlán | 66-90     | Ostioneros de Guaymas      | Lobo Dome         | 26 de abril | 20:15     |           |
| Astros de Jalisco   | 95-85     | Pioneros de Los Mochis     | Arena Astros      | 26 de abril | 20:15     |           |
| Zonkeys de Tijuana  | 80-75     | Halcones de Ciudad Obregón | Auditorio Zonkeys | 27 de abril | 19:30     |           |
| Astros de Jalisco   | 94-79     | Pioneros de Los Mochis     | Arena Astros      | 27 de abril | 20:00     |           |
| Rayos de Hermosillo | 80-77     | Caballeros de Culiacán     | Arena Sonora      | 27 de abril | 20:15     |           |
| Venados de Mazatlán | 79-72     | Ostioneros de Guaymas      | Lobo Dome         | 27 de abril | 20:15     |           |

| Jornada 8                  | Jornada 8 | Jornada 8             | Jornada 8                   | Jornada 8   | Jornada 8 | Jornada 8 |
| Local                      | Resultado | Visitante             | Estadio                     | Fecha       | Hora      |           |
| -------------------------- | --------- | --------------------- | --------------------------- | ----------- | --------- | --------- |
| Pioneros de Los Mochis     | 98-91     | Rayos de Hermosillo   | CUM Los Mochis              | 29 de abril | 20:15     |           |
| Caballeros de Culiacán     | 81-96     | Ostioneros de Guaymas | Polideportivo Juan S Millán | 29 de abril | 20:15     |           |
| Astros de Jalisco          | 86-70     | Zonkeys de Tijuana    | Arena Astros                | 30 de abril | 18:00     |           |
| Halcones de Ciudad Obregón | 109-101   | Venados de Mazatlán   | Arena ITSON                 | 30 de abril | 20:15     |           |
| Pioneros de Los Mochis     | 94-99     | Rayos de Hermosillo   | CUM Los Mochis              | 30 de abril | 20:15     |           |
| Caballeros de Culiacán     | 82-87     | Ostioneros de Guaymas | Polideportivo Juan S Millán | 30 de abril | 20:15     |           |
| Astros de Jalisco          | 84-74     | Zonkeys de Tijuana    | Arena Astros                | 1 de mayo   | 17:00     |           |
| Halcones de Ciudad Obregón | 85-80     | Venados de Mazatlán   | Arena ITSON                 | 1 de mayo   | 17:30     |           |

| Jornada 9              | Jornada 9 | Jornada 9                  | Jornada 9                     | Jornada 9 | Jornada 9 | Jornada 9 |
| Local                  | Resultado | Visitante                  | Estadio                       | Fecha     | Hora      |           |
| ---------------------- | --------- | -------------------------- | ----------------------------- | --------- | --------- | --------- |
| Astros de Jalisco      | 85-79     | Zonkeys de Tijuana         | Arena Astros                  | 3 de mayo | 20:00     |           |
| Caballeros de Culiacán | 74-86     | Rayos de Hermosillo        | Polideportivo Juan S Millán   | 3 de mayo | 20:15     |           |
| Pioneros de Los Mochis | 91-90     | Halcones de Ciudad Obregón | CUM Los Mochis                | 3 de mayo | 20:15     |           |
| Ostioneros de Guaymas  | 78-69     | Venados de Mazatlán        | Gimnasio Municipal de Guaymas | 3 de mayo | 20:15     |           |
| Caballeros de Culiacán | 91-108    | Rayos de Hermosillo        | Polideportivo Juan S Millán   | 4 de mayo | 20:15     |           |
| Pioneros de Los Mochis | 89-94     | Halcones de Ciudad Obregón | CUM Los Mochis                | 4 de mayo | 20:15     |           |
| Ostioneros de Guaymas  | 86-84     | Venados de Mazatlán        | Gimnasio Municipal de Guaymas | 4 de mayo | 20:15     |           |

| Jornada 10          | Jornada 10 | Jornada 10                 | Jornada 10        | Jornada 10 | Jornada 10 | Jornada 10 |
| Local               | Resultado  | Visitante                  | Estadio           | Fecha      | Hora       |            |
| ------------------- | ---------- | -------------------------- | ----------------- | ---------- | ---------- | ---------- |
| Zonkeys de Tijuana  | 85-102     | Ostioneros de Guaymas      | Auditorio Zonkeys | 6 de mayo  | 19:30      |            |
| Astros de Jalisco   | 92-97      | Halcones de Ciudad Obregón | Arena Astros      | 6 de mayo  | 20:00      |            |
| Venados de Mazatlán | 63-72      | Caballeros de Culiacán     | Lobo Dome         | 6 de mayo  | 20:15      |            |
| Rayos de Hermosillo | 107-83     | Pioneros de Los Mochis     | Arena Sonora      | 6 de mayo  | 20:15      |            |
| Astros de Jalisco   | 81-76      | Halcones de Ciudad Obregón | Arena Astros      | 7 de mayo  | 18:10      |            |
| Venados de Mazatlán | 86-107     | Caballeros de Culiacán     | Lobo Dome         | 7 de mayo  | 18:10      |            |
| Zonkeys de Tijuana  | 94-65      | Ostioneros de Guaymas      | Auditorio Zonkeys | 7 de mayo  | 19:30      |            |
| Rayos de Hermosillo | 60-86      | Pioneros de Los Mochis     | Arena Sonora      | 7 de mayo  | 20:15      |            |

| Jornada 11                 | Jornada 11 | Jornada 11             | Jornada 11                  | Jornada 11 | Jornada 11 | Jornada 11 |
| Local                      | Resultado  | Visitante              | Estadio                     | Fecha      | Hora       |            |
| -------------------------- | ---------- | ---------------------- | --------------------------- | ---------- | ---------- | ---------- |
| Halcones de Ciudad Obregón | 76-87      | Zonkeys de Tijuana     | Arena ITSON                 | 10 de mayo | 20:15      |            |
| Rayos de Hermosillo        | 69-90      | Ostioneros de Guaymas  | Arena Sonora                | 10 de mayo | 20:15      |            |
| Venados de Mazatlán        | 96-81      | Astros de Jalisco      | Lobo Dome                   | 10 de mayo | 20:15      |            |
| Caballeros de Culiacán     | 97-103     | Pioneros de Los Mochis | Polideportivo Juan S Millán | 10 de mayo | 20:15      |            |
| Halcones de Ciudad Obregón | 97-80      | Zonkeys de Tijuana     | Arena ITSON                 | 11 de mayo | 20:15      |            |
| Rayos de Hermosillo        | 83-82      | Ostioneros de Guaymas  | Arena Sonora                | 11 de mayo | 20:15      |            |
| Caballeros de Culiacán     | 95-108     | Pioneros de Los Mochis | Polideportivo Juan S Millán | 11 de mayo | 20:15      |            |
| Venados de Mazatlán        | 70-88      | Astros de Jalisco      | Lobo Dome                   | 11 de mayo | 20:15      |            |

| Jornada 12                 | Jornada 12 | Jornada 12             | Jornada 12        | Jornada 12 | Jornada 12 | Jornada 12 |
| Local                      | Resultado  | Visitante              | Estadio           | Fecha      | Hora       |            |
| -------------------------- | ---------- | ---------------------- | ----------------- | ---------- | ---------- | ---------- |
| Zonkeys de Tijuana         | 78-71      | Rayos de Hermosillo    | Auditorio Zonkeys | 17 de mayo | 19:30      |            |
| Astros de Jalisco          | 90-54      | Ostioneros de Guaymas  | Arena Astros      | 17 de mayo | 20:00      |            |
| Halcones de Ciudad Obregón | 84-90      | Caballeros de Culiacán | Arena ITSON       | 17 de mayo | 20:15      |            |
| Pioneros de Los Mochis     | 88-92      | Venados de Mazatlán    | CUM Los Mochis    | 17 de mayo | 20:15      |            |
| Zonkeys de Tijuana         | 87-97      | Rayos de Hermosillo    | Auditorio Zonkeys | 18 de mayo | 19:30      |            |
| Astros de Jalisco          | 102-90     | Ostioneros de Guaymas  | Arena Astros      | 18 de mayo | 20:00      |            |
| Halcones de Ciudad Obregón | 105-92     | Caballeros de Culiacán | Arena ITSON       | 18 de mayo | 20:15      |            |
| Pioneros de Los Mochis     | 99-97      | Venados de Mazatlán    | CUM Los Mochis    | 18 de mayo | 20:15      |            |

| Jornada 13             | Jornada 13 | Jornada 13                 | Jornada 13                    | Jornada 13 | Jornada 13 | Jornada 13 |
| Local                  | Resultado  | Visitante                  | Estadio                       | Fecha      | Hora       |            |
| ---------------------- | ---------- | -------------------------- | ----------------------------- | ---------- | ---------- | ---------- |
| Rayos de Hermosillo    | 80-65      | Halcones de Ciudad Obregón | Arena Sonora                  | 20 de mayo | 20:15      |            |
| Venados de Mazatlán    | 78-96      | Zonkeys de Tijuana         | Lobo Dome                     | 20 de mayo | 20:15      |            |
| Ostioneros de Guaymas  | 101-108    | Pioneros de Los Mochis     | Gimnasio Municipal de Guaymas | 20 de mayo | 20:15      |            |
| Caballeros de Culiacán | 97-84      | Astros de Jalisco          | Polideportivo Juan S Millán   | 20 de mayo | 20:15      |            |
| Rayos de Hermosillo    | 88-96      | Halcones de Ciudad Obregón | Arena Sonora                  | 21 de mayo | 20:15      |            |
| Venados de Mazatlán    | 86-89      | Zonkeys de Tijuana         | Lobo Dome                     | 21 de mayo | 20:15      |            |
| Ostioneros de Guaymas  | 98-94      | Pioneros de Los Mochis     | Gimnasio Municipal de Guaymas | 21 de mayo | 20:15      |            |
| Caballeros de Culiacán | 82-89      | Astros de Jalisco          | Polideportivo Juan S Millán   | 21 de mayo | 20:15      |            |

| Jornada 14                 | Jornada 14 | Jornada 14            | Jornada 14                  | Jornada 14 | Jornada 14 | Jornada 14 |
| Local                      | Resultado  | Visitante             | Estadio                     | Fecha      | Hora       |            |
| -------------------------- | ---------- | --------------------- | --------------------------- | ---------- | ---------- | ---------- |
| Caballeros de Culiacán     | 86-104     | Zonkeys de Tijuana    | Polideportivo Juan S Millán | 24 de mayo | 20:15      |            |
| Rayos de Hermosillo        | 109-86     | Venados de Mazatlán   | Arena Sonora                | 24 de mayo | 20:15      |            |
| Halcones de Ciudad Obregón | 88-97      | Ostioneros de Guaymas | Arena ITSON                 | 24 de mayo | 20:15      |            |
| Pioneros de Los Mochis     | 101-92     | Astros de Jalisco     | CUM Los Mochis              | 24 de mayo | 20:15      |            |
| Caballeros de Culiacán     | 78-100     | Zonkeys de Tijuana    | Polideportivo Juan S Millán | 25 de mayo | 20:15      |            |
| Rayos de Hermosillo        | 92-89      | Venados de Mazatlán   | Arena Sonora                | 25 de mayo | 20:15      |            |
| Halcones de Ciudad Obregón | 85-90      | Ostioneros de Guaymas | Arena ITSON                 | 25 de mayo | 20:15      |            |
| Pioneros de Los Mochis     | 128-122    | Astros de Jalisco     | CUM Los Mochis              | 25 de mayo | 20:15      |            |

| Jornada 15            | Jornada 15 | Jornada 15                 | Jornada 15                    | Jornada 15 | Jornada 15 | Jornada 15 |
| Local                 | Resultado  | Visitante                  | Estadio                       | Fecha      | Hora       |            |
| --------------------- | ---------- | -------------------------- | ----------------------------- | ---------- | ---------- | ---------- |
| Zonkeys de Tijuana    | 78-98      | Pioneros de Los Mochis     | Auditorio Zonkeys             | 27 de mayo | 19:30      |            |
| Astros de Jalisco     | 114-107    | Rayos de Hermosillo        | Arena Astros                  | 27 de mayo | 20:00      |            |
| Ostioneros de Guaymas | 100-85     | Caballeros de Culiacán     | Gimnasio Municipal de Guaymas | 27 de mayo | 20:15      |            |
| Venados de Mazatlán   | 90-93      | Halcones de Ciudad Obregón | Lobo Dome                     | 27 de mayo | 20:15      |            |
| Astros de Jalisco     | 100-92     | Rayos de Hermosillo        | Arena Astros                  | 28 de mayo | 18:00      |            |
| Venados de Mazatlán   | 84-96      | Halcones de Ciudad Obregón | Lobo Dome                     | 28 de mayo | 18:15      |            |
| Ostioneros de Guaymas | 87-101     | Caballeros de Culiacán     | Gimnasio Municipal de Guaymas | 28 de mayo | 20:15      |            |
| Zonkeys de Tijuana    | 94-85      | Pioneros de Los Mochis     | Auditorio Zonkeys             | 29 de mayo | 19:30      |            |

| Jornada 16                 | Jornada 16 | Jornada 16             | Jornada 16                    | Jornada 16 | Jornada 16 | Jornada 16 |
| Local                      | Resultado  | Visitante              | Estadio                       | Fecha      | Hora       |            |
| -------------------------- | ---------- | ---------------------- | ----------------------------- | ---------- | ---------- | ---------- |
| Zonkeys de Tijuana         | 74-87      | Rayos de Hermosillo    | Auditorio Zonkeys             | 31 de mayo | 19:30      |            |
| Ostioneros de Guaymas      | 98-83      | Pioneros de Los Mochis | Gimnasio Municipal de Guaymas | 31 de mayo | 20:15      |            |
| Halcones de Ciudad Obregón | 84-77      | Caballeros de Culiacán | Arena ITSON                   | 31 de mayo | 20:15      |            |
| Venados de Mazatlán        | 85-101     | Astros de Jalisco      | Lobo Dome                     | 31 de mayo | 20:15      |            |
| Zonkeys de Tijuana         | 87-67      | Rayos de Hermosillo    | Auditorio Zonkeys             | 1 de junio | 19:30      |            |
| Ostioneros de Guaymas      | 84-78      | Pioneros de Los Mochis | Gimnasio Municipal de Guaymas | 1 de junio | 20:15      |            |
| Halcones de Ciudad Obregón | 100-88     | Caballeros de Culiacán | Arena ITSON                   | 1 de junio | 20:15      |            |
| Venados de Mazatlán        | 109-103    | Astros de Jalisco      | Lobo Dome                     | 1 de junio | 20:15      |            |

| Jornada 17             | Jornada 17 | Jornada 17                 | Jornada 17                    | Jornada 17 | Jornada 17 | Jornada 17 |
| Local                  | Resultado  | Visitante                  | Estadio                       | Fecha      | Hora       |            |
| ---------------------- | ---------- | -------------------------- | ----------------------------- | ---------- | ---------- | ---------- |
| Astros de Jalisco      | 98-96      | Zonkeys de Tijuana         | Arena Astros                  | 3 de junio | 20:00      |            |
| Ostioneros de Guaymas  | 110-101    | Rayos de Hermosillo        | Gimnasio Municipal de Guaymas | 3 de junio | 20:15      |            |
| Caballeros de Culiacán | 74-103     | Venados de Mazatlán        | Polideportivo Juan S Millán   | 3 de junio | 20:15      |            |
| Pioneros de Los Mochis | 101-91     | Halcones de Ciudad Obregón | CUM Los Mochis                | 3 de junio | 20:15      |            |
| Astros de Jalisco      | 84-88      | Zonkeys de Tijuana         | Arena Astros                  | 4 de junio | 18:00      |            |
| Ostioneros de Guaymas  | 70-66      | Rayos de Hermosillo        | Gimnasio Municipal de Guaymas | 4 de junio | 20:15      |            |
| Pioneros de Los Mochis | 80-93      | Halcones de Ciudad Obregón | CUM Los Mochis                | 4 de junio | 20:15      |            |
| Caballeros de Culiacán | 84-97      | Venados de Mazatlán        | Polideportivo Juan S Millán   | 4 de junio | 20:15      |            |

Fuente: CIBACOPA 2022

### Clasificación
JJ = Juegos Jugados, JG = Juegos Ganados, JP = Juegos Perdidos, % = Porcentaje, PTOS = Puntos Obtenidos
Primera Vuelta
| 1                                                                                  | Astros de Jalisco          | 16 | 11 | 5  | 0.688 | 8   |
| 2                                                                                  | Pioneros de Los Mochis     | 16 | 10 | 6  | 0.625 | 7   |
| 3                                                                                  | Rayos de Hermosillo        | 16 | 10 | 6  | 0.625 | 6   |
| 4                                                                                  | Halcones de Ciudad Obregón | 16 | 9  | 7  | 0.563 | 5.5 |
| 5                                                                                  | Zonkeys de Tijuana         | 16 | 8  | 8  | 0.500 | 5   |
| 6                                                                                  | Ostioneros de Guaymas      | 16 | 7  | 9  | 0.438 | 4.5 |
| 7                                                                                  | Venados de Mazatlán        | 16 | 7  | 9  | 0.438 | 4   |
| 8                                                                                  | Caballeros de Culiacán     | 16 | 2  | 14 | 0.125 | 3.5 |
| Fuente: Circuito de Baloncesto de la Costa del Pacífico ; actualización automática |                            |    |    |    |       |     |

- Actualizado al 1 de mayo de 2022.[3]

Segunda Vuelta
| 1                                                                                  | Ostioneros de Guaymas      | 18 | 12 | 6  | 0.667 | 8   |
| 2                                                                                  | Astros de Jalisco          | 18 | 11 | 7  | 0.611 | 7   |
| 3                                                                                  | Halcones de Ciudad Obregón | 18 | 10 | 8  | 0.556 | 6   |
| 4                                                                                  | Pioneros de Los Mochis     | 18 | 10 | 8  | 0.556 | 5.5 |
| 5                                                                                  | Zonkeys de Tijuana         | 18 | 10 | 8  | 0.556 | 5   |
| 6                                                                                  | Rayos de Hermosillo        | 18 | 9  | 9  | 0.500 | 4.5 |
| 7                                                                                  | Venados de Mazatlán        | 18 | 5  | 13 | 0.278 | 4   |
| 8                                                                                  | Caballeros de Culiacán     | 18 | 5  | 13 | 0.278 | 3.5 |
| Fuente: Circuito de Baloncesto de la Costa del Pacífico ; actualización automática |                            |    |    |    |       |     |

- Actualizado al 4 de junio de 2022.[4]

Clasificación General
|   | Equipo                     | V1  | V2  | PTOS |
| - | -------------------------- | --- | --- | ---- |
| 1 | Astros de Jalisco          | 8   | 7   | 15   |
| 2 | Ostioneros de Guaymas      | 4.5 | 8   | 12.5 |
| 3 | Pioneros de Los Mochis     | 7   | 5.5 | 12.5 |
| 4 | Halcones de Ciudad Obregón | 5.5 | 6   | 11.5 |
| 5 | Rayos de Hermosillo        | 6   | 4.5 | 10.5 |
| 6 | Zonkeys de Tijuana         | 5   | 5   | 10   |
| 7 | Venados de Mazatlán        | 4   | 4   | 8    |
| 8 | Caballeros de Culiacán     | 3.5 | 3.5 | 7    |

### Playoffs
|  | Cuartos de final | Cuartos de final | Cuartos de final |         |   | Semifinales      | Semifinales      | Semifinales      |  |   | Final           | Final           | Final           |  |
|  | 7 - 17 de junio  | 7 - 17 de junio  | 7 - 17 de junio  |         |   | 20 - 30 de junio | 20 - 30 de junio | 20 - 30 de junio |  |   | 3 - 13 de julio | 3 - 13 de julio | 3 - 13 de julio |  |
|  |                  |                  |                  |         |   |                  |                  |                  |  |   |                 |                 |                 |  |
|  |                  |                  |                  |         |   |                  |                  |                  |  |   |                 |                 |                 |  |
|  | 1                | Astros           | 4                |         |   |                  |                  |                  |  |   |                 |                 |                 |  |
|  | 1                | Astros           | 4                |         |   |                  |                  |                  |  |   |                 |                 |                 |  |
|  | 8                | Caballeros       | 0                |         |   |                  |                  |                  |  |   |                 |                 |                 |  |
|  | 8                | Caballeros       | 0                |         | 1 | Astros           | 4                |                  |  |   |                 |                 |                 |  |
|  |                  |                  |                  |         | 1 | Astros           | 4                |                  |  |   |                 |                 |                 |  |
|  |                  |                  | 7                | Venados | 2 |                  |                  |                  |  |   |                 |                 |                 |  |
|  | 2                | Ostioneros       | 7                | Venados | 2 | 3                |                  |                  |  |   |                 |                 |                 |  |
|  | 2                | Ostioneros       |                  |         |   |                  |                  |                  |  |   |                 |                 |                 |  |
|  | 7                | Venados          | 4                |         |   |                  |                  |                  |  |   |                 |                 |                 |  |
|  | 7                | Venados          | 4                |         |   |                  |                  |                  |  | 1 | Astros          | 4               |                 |  |
|  |                  |                  |                  |         |   |                  |                  |                  |  | 1 | Astros          | 4               |                 |  |
|  |                  |                  | 5                | Rayos   | 2 |                  |                  |                  |  |   |                 |                 |                 |  |
|  | 3                | Pioneros         | 5                | Rayos   | 2 | 4                |                  |                  |  |   |                 |                 |                 |  |
|  | 3                | Pioneros         |                  |         |   |                  |                  |                  |  |   |                 |                 |                 |  |
|  | 6                | Zonkeys          | 0                |         |   |                  |                  |                  |  |   |                 |                 |                 |  |
|  | 6                | Zonkeys          | 0                |         | 3 | Pioneros         | 1                |                  |  |   |                 |                 |                 |  |
|  |                  |                  |                  |         | 3 | Pioneros         | 1                |                  |  |   |                 |                 |                 |  |
|  |                  |                  | 5                | Rayos   | 4 |                  |                  |                  |  |   |                 |                 |                 |  |
|  | 4                | Halcones         | 5                | Rayos   | 4 | 3                |                  |                  |  |   |                 |                 |                 |  |
|  | 4                | Halcones         |                  |         |   |                  |                  |                  |  |   |                 |                 |                 |  |
|  | 5                | Rayos            | 4                |         |   |                  |                  |                  |  |   |                 |                 |                 |  |
|  | 5                | Rayos            | 4                |         |   |                  |                  |                  |  |   |                 |                 |                 |  |
|  |                  |                  |                  |         |   |                  |                  |                  |  |   |                 |                 |                 |  |

#### Cuartos de final

##### (1)Astros de Jaliscovs. (8)Caballeros de Culiacán
| 7 de junio, 20:00 | Astros de Jalisco                                                                                         | 96–79                | Caballeros de Culiacán                                                                               | Guadalajara, Jalisco                                              |  |
|                   | Parciales: 22-18, 17-18, 27-27, 30-16                                                                     |                      | |                                                                   |  |
|                   | Estadísticas LaGerald Montrell Vick (23) Irwin Raúl Ávalos Bonilla (8) Karim Scott Rodríguez Carrasco (6) | Reporte Pts Reb Asts | Estadísticas Tyrone Jarriel White (24) Aaron Jovan Nelson (7) R. Gallegos, C. Jackson, A. Nelson (3) | Pabellón: Arena Astros Árbitros: K. Domínguez A. Urbano O. Tirado |  |

| 8 de junio, 20:00 | Astros de Jalisco                                                                                          | 90–82                | Caballeros de Culiacán                                                                        | Guadalajara, Jalisco                                                |  |
|                   | Parciales: 27-30, 23-13, 21-22, 19-17                                                                      |                      |                                                                                               |                                                                     |  |
|                   | Estadísticas LaGerald Montrell Vick (29) Irwin Raúl Ávalos Bonilla (10) Karim Scott Rodríguez Carrasco (7) | Reporte Pts Reb Asts | Estadísticas Rayes Tony Gallegos Jr. (23) Corbin Levi Jackson (9) Rayes Tony Gallegos Jr. (5) | Pabellón: Arena Astros Árbitros: A. Sánchez K. Domínguez J. Salazar |  |

| 11 de junio, 20:15 | Caballeros de Culiacán                                                                  | 102–115              | Astros de Jalisco                                                                       | Culiacán, Sinaloa                                                             |  |
|                    | Parciales: 33-28, 19-26, 26-35, 24-26                                                   |                      |                                                                                         |                                                                               |  |
|                    | Estadísticas Corbin Levi Jackson (26) Corbin Levi Jackson (9) R. Gallegos, T. White (7) | Reporte Pts Reb Asts | Estadísticas Jordan Devaughn Loveridge (34) LaGerald Montrell Vick (7) Javion Blake (7) | Pabellón: Polideportivo Juan S Millán Árbitros: R. Rodea L. Salazar A. Urbano |  |

| 12 de junio, 20:15 | Caballeros de Culiacán                                                                 | 97–106               | Astros de Jalisco                                                                      | Culiacán, Sinaloa                                                                  |  |
|                    | Parciales: 23-31, 10-26, 28-11, 29-22 (T.E.: 7-16)                                     |                      |                                                                                        |                                                                                    |  |
|                    | Estadísticas Aaron Jovan Nelson (24) Aaron Jovan Nelson (10) Tyrone Jarriel White (10) | Reporte Pts Reb Asts | Estadísticas Javion Blake (20) I. Ávalos, M. Stainbrook (7) K. Rodríguez, J. Blake (4) | Pabellón: Polideportivo Juan S Millán Árbitros: A. Sánchez K. Domínguez J. Salazar |  |

##### (2)Ostioneros de Guaymasvs. (7)Venados de Mazatlán
| 7 de junio, 20:15 | Ostioneros de Guaymas                                                        | 87–85                | Venados de Mazatlán                                                                       | Guaymas, Sonora                                                                   |  |
|                   | Parciales: 20-25, 23-25, 25-13, 19-22                                        |                      |                                                                                           |                                                                                   |  |
|                   | Estadísticas Jalen Jamal Tate (21) Leon Gilmore III (9) Leon Gilmore III (6) | Reporte Pts Reb Asts | Estadísticas Xavier Decensae White (27) Xavier Decensae White (7) Jeff Kyle Ledbetter (7) | Pabellón: Gimnasio Municipal de Guaymas Árbitros: L. Salazar P. Salgado R. Marrón |  |

| 8 de junio, 20:15 | Ostioneros de Guaymas                                                                                       | 89–80                | Venados de Mazatlán                                                                   | Guaymas, Sonora                                                                   |  |
|                   | Parciales: 33-12, 14-25, 23-21, 19-22                                                                       |                      |                                                                                       |                                                                                   |  |
|                   | Estadísticas Wesley Larmar Washpun (21) Jawachi Joseph Nzeakor (12) J. Tate, L. Gilmore III, J. Nzeakor (5) | Reporte Pts Reb Asts | Estadísticas Jeff Kyle Ledbetter (22) Jeff Kyle Ledbetter (8) Jeff Kyle Ledbetter (7) | Pabellón: Gimnasio Municipal de Guaymas Árbitros: O. Bermúdez V. Torres R. Leaños |  |

| 11 de junio, 18:15 | Venados de Mazatlán                                                                | 92–95                | Ostioneros de Guaymas                                                                     | Mazatlán, Sinaloa                                              |  |
|                    | Parciales: 24-23, 21-20, 24-20, 23-32                                              |                      |                                                                                           |                                                                |  |
|                    | Estadísticas Jeff Kyle Ledbetter (29) Derrick Woods (11) Xavier Decensae White (7) | Reporte Pts Reb Asts | Estadísticas Jalen Jamal Tate (26) Cullen William Russo (9) Víctor Ramón Álvarez Diez (6) | Pabellón: Lobo Dome Árbitros: O. Bermúdez O. Tirado J. Ramírez |  |

| 12 de junio, 18:15 | Venados de Mazatlán                                                                       | 116–115              | Ostioneros de Guaymas                                                                    | Mazatlán, Sinaloa                                             |  |
|                    | Parciales: 28-21, 28-27, 29-38, 31-29                                                     |                      |                                                                                          |                                                               |  |
|                    | Estadísticas Xavier Decensae White (29) Xavier Decensae White (9) Jeff Kyle Ledbetter (7) | Reporte Pts Reb Asts | Estadísticas Dylan Jurod Smith (31) Jawachi Joseph Nzeakor (11) Cullen William Russo (5) | Pabellón: Lobo Dome Árbitros: L. Salazar R. Marrón J. Salazar |  |

| 13 de junio, 20:15 | Venados de Mazatlán                                                                       | 96–90                | Ostioneros de Guaymas                                                               | Mazatlán, Sinaloa                                               |  |
|                    | Parciales: 23-25, 28-20, 13-21, 32-24                                                     |                      |                                                                                     |                                                                 |  |
|                    | Estadísticas Xavier Decensae White (26) Xavier Decensae White (8) Jeff Kyle Ledbetter (8) | Reporte Pts Reb Asts | Estadísticas Jaylen Dunshay Fisher (17) Dylan Jurod Smith (6) Dylan Jurod Smith (7) | Pabellón: Lobo Dome Árbitros: K. Domínguez A. Urbano J. Ramírez |  |

| 16 de junio, 20:15 | Ostioneros de Guaymas                                                                     | 85–97                | Venados de Mazatlán                                                                         | Guaymas, Sonora                                                                   |  |
|                    | Parciales: 22-19, 15-22, 21-35, 27-21                                                     |                      |                                                                                             |                                                                                   |  |
|                    | Estadísticas Dylan Jurod Smith (29) Jawachi Joseph Nzeakor (11) Wesley Larmar Washpun (7) | Reporte Pts Reb Asts | Estadísticas Xavier Decensae White (28) Xavier Decensae White (12) Jeff Kyle Ledbetter (14) | Pabellón: Gimnasio Municipal de Guaymas Árbitros: O. Bermúdez R. Rodea H. Salinas |  |

| 17 de junio, 20:15 | Ostioneros de Guaymas                                                                 | 85–93                | Venados de Mazatlán                                                                       | Guaymas, Sonora                                                                     |  |
|                    | Parciales: 26-15, 22-23, 18-30, 19-25                                                 |                      |                                                                                           |                                                                                     |  |
|                    | Estadísticas Cullen William Russo (31) Leon Gilmore III (7) Wesley Larmar Washpun (6) | Reporte Pts Reb Asts | Estadísticas Xavier Decensae White (24) Xavier Decensae White (7) Jeff Kyle Ledbetter (9) | Pabellón: Gimnasio Municipal de Guaymas Árbitros: K. Domínguez L. Salazar R. Marrón |  |

##### (3)Pioneros de Los Mochisvs. (6)Zonkeys de Tijuana
| 7 de junio, 20:00 | Pioneros de Los Mochis                                                                            | 106–84               | Zonkeys de Tijuana                                                                            | Los Mochis, Sinaloa                                                                        |  |
|                   | Parciales: 29-23, 23-17, 27-25, 27-19                                                             |                      |                                                                                               |                                                                                            |  |
|                   | Estadísticas Jordan Alex Stevens Adam (37) Donald Wayne Runnels (13) Jordan Alex Stevens Adam (9) | Reporte Pts Reb Asts | Estadísticas Jonathan Renard Davis (23) Fabián Misael Jaimes Nava (7) Iván Montano Macías (5) | Pabellón: Centro de Usos Múltiples de Los Mochis Árbitros: A. Sánchez V. Torres J. Salazar |  |

| 8 de junio, 20:00 | Pioneros de Los Mochis                                                            | 84–75                | Zonkeys de Tijuana                                                                                  | Los Mochis, Sinaloa                                                                    |  |
|                   | Parciales: 25-23, 16-18, 22-16, 21-18                                             |                      | |                                                                                        |  |
|                   | Estadísticas Che Yasin Bob (29) Marquill Keyshawn Smith (13) C. Bob, M. Smith (4) | Reporte Pts Reb Asts | Estadísticas Marvin Esteban Cairo Vives (22) Fabián Misael Jaimes Nava (11) Iván Montano Macías (7) | Pabellón: Centro de Usos Múltiples de Los Mochis Árbitros: R. Rodea A. Peña H. Salinas |  |

| 11 de junio, 21:00 | Zonkeys de Tijuana                                                                                     | 87–94                | Pioneros de Los Mochis                                                                            | Tijuana, Baja California                                                    |  |
|                    | Parciales: 20-30, 23-23, 20-20, 24-21                                                                  |                      |                                                                                                   |                                                                             |  |
|                    | Estadísticas Marvin Esteban Cairo Vives (23) Chukwudubem Chukwukelue Okeke (8) Iván Montano Macías (5) | Reporte Pts Reb Asts | Estadísticas Jordan Alex Stevens Adam (31) Donald Wayne Runnels (13) Jordan Alex Stevens Adam (7) | Pabellón: Auditorio Academia Zonkeys Árbitros: V. Torres P. Salgado A. Peña |  |

| 12 de junio, 21:00 | Zonkeys de Tijuana                                                                                   | 89–94                | Pioneros de Los Mochis                                                                                       | Tijuana, Baja California                                                   |  |
|                    | Parciales: 18-26, 28-13, 18-29, 25-26                                                                |                      | |                                                                            |  |
|                    | Estadísticas Marvin Esteban Cairo Vives (27) A. Williams, M. Cairo Vives (7) Iván Montano Macías (5) | Reporte Pts Reb Asts | Estadísticas Quintin Immanuel Kwame Alexander (20) D. Runnels, Q. Alexander (8) Jordan Alex Stevens Adam (7) | Pabellón: Auditorio Academia Zonkeys Árbitros: R. Rodea A. Peña H. Salinas |  |

##### (4)Halcones de Ciudad Obregónvs. (5)Rayos de Hermosillo
| 7 de junio, 20:15 | Halcones de Ciudad Obregón                                                                        | 76–78                | Rayos de Hermosillo                                                                   | Ciudad Obregón, Sonora                                      |  |
|                   | Parciales: 15-19, 15-14, 24-31, 22-14                                                             |                      |                                                                                       |                                                             |  |
|                   | Estadísticas Tony Christopher Farmer (25) Jimmy Maurice Hall Jr. (16) J. Hall Jr., J. Summers (3) | Reporte Pts Reb Asts | Estadísticas J. Hollowell, J. Ivey (19) Jimond Ivey (12) J. Camacho, J. Hollowell (3) | Pabellón: Arena ITSON Árbitros: R. Rodea A. Peña A. Vázquez |  |

| 8 de junio, 20:15 | Halcones de Ciudad Obregón                                                                       | 85–68                | Rayos de Hermosillo                                                                   | Ciudad Obregón, Sonora                                          |  |
|                   | Parciales: 19-20, 24-19, 17-17, 25-12                                                            |                      |                                                                                       |                                                                 |  |
|                   | Estadísticas Jarvis Terrell Summers (27) Alejandro Reyna Martínez (12) J. Summers, Q. Taylor (4) | Reporte Pts Reb Asts | Estadísticas Tahmir Saiquan Gadsden (19) J. Ivey, J. Session (9) Terrence Drisdom (3) | Pabellón: Arena ITSON Árbitros: L. Salazar P. Salgado R. Marrón |  |

| 11 de junio, 20:15 | Rayos de Hermosillo                                                  | 67–61                | Halcones de Ciudad Obregón                                                                     | Hermosillo, Sonora                                                  |  |
|                    | Parciales: 24-17, 11-7, 15-17, 17-20                                 |                      |                                                                                                |                                                                     |  |
|                    | Estadísticas Jeremy Hollowell (15) Jimond Ivey (12) Alihan Demir (5) | Reporte Pts Reb Asts | Estadísticas G. Jordan, T. Farmer (19) Tony Christopher Farmer (11) Jarvis Terrell Summers (5) | Pabellón: Arena Sonora Árbitros: K. Domínguez A. Sánchez H. Salinas |  |

| 12 de junio, 18:15 | Rayos de Hermosillo                                                                | 79–77                | Halcones de Ciudad Obregón                                                                   | Hermosillo, Sonora                                           |  |
|                    | Parciales: 25-23, 15-18, 15-19, 24-17                                              |                      |                                                                                              |                                                              |  |
|                    | Estadísticas Tahmir Saiquan Gadsden (19) Terrence Drisdom (8) Terrence Drisdom (6) | Reporte Pts Reb Asts | Estadísticas Quincy O'Neal Taylor (25) Jimmy Maurice Hall Jr. (9) Jarvis Terrell Summers (5) | Pabellón: Arena Sonora Árbitros: R. Rodea P. Salgado A. Peña |  |

| 13 de junio, 20:15 | Rayos de Hermosillo                                                | 64–72                | Halcones de Ciudad Obregón                                                                      | Hermosillo, Sonora                                                    |  |
|                    | Parciales: 16-13, 16-17, 15-25, 17-17                              |                      |                                                                                                 |                                                                       |  |
|                    | Estadísticas Jeremy Hollowell (21) Jimond Ivey (8) Jimond Ivey (7) | Reporte Pts Reb Asts | Estadísticas Germain Michael Jordan (23) Jimmy Maurice Hall Jr. (10) Jarvis Terrell Summers (6) | Pabellón: Arena Sonora Árbitros: /br> O. Bermúdez V. Torres R. Marrón |  |

| 16 de junio, 20:15 | Halcones de Ciudad Obregón                                                               | 87–80                | Rayos de Hermosillo                                                      | Ciudad Obregón, Sonora                                             |  |
|                    | Parciales: 28-21, 19-20, 18-25, 22-14                                                    |                      |                                                                          |                                                                    |  |
|                    | Estadísticas Tony Christopher Farmer (27) Jimmy Maurice Hall Jr. (12) Jarvis Summers (9) | Reporte Pts Reb Asts | Estadísticas Alihan Demir (17) Jeremy Hollowell (8) Terrence Drisdom (5) | Pabellón: Arena ITSON Árbitros: K. Domínguez P. Salgado A. Sánchez |  |

| 17 de junio, 20:15 | Halcones de Ciudad Obregón                                                                | 67–73                | Rayos de Hermosillo                                                 | Ciudad Obregón, Sonora                                              |  |
|                    | Parciales: 11-13, 15-23, 20-22, 21-15                                                     |                      |                                                                     |                                                                     |  |
|                    | Estadísticas Tony Christopher Farmer (16) Deion Maurice McClenton (10) Jarvis Summers (4) | Reporte Pts Reb Asts | Estadísticas Jeremy Hollowell (18) Alihan Demir (7) Jimond Ivey (4) | Pabellón: Arena ITSON Árbitros: /br> O. Bermúdez R. Rodea V. Torres |  |

#### Semifinales

##### (1)Astros de Jaliscovs. (7)Venados de Mazatlán
| 20 de junio, 20:00 | Astros de Jalisco                                                                                   | 115–88               | Venados de Mazatlán                                                                          | Guadalajara, Jalisco                                            |  |
|                    | Parciales: 32-28, 26-23, 25-12, 32-25                                                               |                      |                                                                                              |                                                                 |  |
|                    | Estadísticas Jordan Devaughn Loveridge (28) Jordan Devaughn Loveridge (7) Karim Scott Rodríguez (9) | Reporte Pts Reb Asts | Estadísticas Xavier Decensae White (20) Xavier Decensae White (11) Xavier Decensae White (4) | Pabellón: Arena Astros Árbitros: V.Torres A. Sánchez H. Salinas |  |

| 21 de junio, 20:00 | Astros de Jalisco                                                         | 83–86                | Venados de Mazatlán                                                                          | Guadalajara, Jalisco                                               |  |
|                    | Parciales: 18-19, 19-25, 25-16, 21-26                                     |                      |                                                                                              |                                                                    |  |
|                    | Estadísticas Javion Blake (21) Michael Justice Smith (8) Javion Blake (5) | Reporte Pts Reb Asts | Estadísticas J. Ledbetter, D. Woods (20) Xavier Decensae White (15) Jeff Kyle Ledbetter (10) | Pabellón: Arena Astros Árbitros: O. Bermúdez K. Domínguez A. López |  |

| 24 de junio, 20:15 | Venados de Mazatlán                                                                     | 71–106               | Astros de Jalisco                                                                   | Mazatlán, Sinaloa                                           |  |
|                    | Parciales: 21-30, 17-23, 20-20, 13-33                                                   |                      |                                                                                     |                                                             |  |
|                    | Estadísticas Jeff Kyle Ledbetter (24) Xavier Decensae White (6) Jeff Kyle Ledbetter (6) | Reporte Pts Reb Asts | Estadísticas Jordan Devaughn Loveridge (21) Irwin Raúl Ávalos (11) Javion Blake (9) | Pabellón: Lobo Dome Árbitros: R. Rodea O. Tirado L. Salazar |  |

| 25 de junio, 20:15 | Venados de Mazatlán                                                                 | 95–89                | Astros de Jalisco                                                     | Mazatlán, Sinaloa                                         |  |
|                    | Parciales: 19-15, 21-27, 33-26, 22-21                                               |                      |                                                                       |                                                           |  |
|                    | Estadísticas Xavier Decensae White (30) Derrick Woods (10) Jeff Kyle Ledbetter (12) | Reporte Pts Reb Asts | Estadísticas Javion Blake (21) Irwin Raúl Ávalos (8) Javion Blake (6) | Pabellón: Lobo Dome Árbitros: R. Rodea A. López R. Marrón |  |

| 26 de junio, 20:15 | Venados de Mazatlán                                                                           | 91–97                | Astros de Jalisco                                                                | Mazatlán, Sinaloa                                             |  |
|                    | Parciales: 23-29, 19-17, 19-26, 30-25                                                         |                      |                                                                                  |                                                               |  |
|                    | Estadísticas Jeff Kyle Ledbetter (29) Xavier Decensae White (9) J. Casillas, J. Ledbetter (4) | Reporte Pts Reb Asts | Estadísticas K. Rodríguez, J. Blake (23) Irwin Raúl Ávalos (9) Javion Blake (10) | Pabellón: Lobo Dome Árbitros: V. Torres P. Salgado J. Salazar |  |

| 29 de junio, 20:00 | Astros de Jalisco                                                                               | 111–93               | Venados de Mazatlán                                                                    | Guadalajara, Jalisco                                          |  |
|                    | Parciales: 30-23, 24-22, 34-32, 23-16                                                           |                      |                                                                                        |                                                               |  |
|                    | Estadísticas Matthew Harrison Stainbrook (23) Matthew Harrison Stainbrook (13) Javion Blake (7) | Reporte Pts Reb Asts | Estadísticas Xavier Decensae White (21) Derrick Woods (11) Ricardo Calatayud Ávila (6) | Pabellón: Arena Astros Árbitros: A. Sánchez A. Peña A. Urbano |  |

##### (3)Pioneros de Los Mochisvs. (5)Rayos de Hermosillo
| 20 de junio, 20:15 | Pioneros de Los Mochis                                                                           | 82–103               | Rayos de Hermosillo                                            | Los Mochis, Sinaloa                                                                            |  |
|                    | Parciales: 19-24, 27-23, 22-29, 14-27                                                            |                      |                                                                |                                                                                                |  |
|                    | Estadísticas Jordan Alex Stevens Adam (27) Donald Wayne Runnels (9) Jordan Alex Stevens Adam (7) | Reporte Pts Reb Asts | Estadísticas Jimond Ivey (24) Jimond Ivey (12) Jimond Ivey (5) | Pabellón: Centro de Usos Múltiples de Los Mochis Árbitros: O. Bermúdez K. Domínguez P. Salgado |  |

| 21 de junio, 20:15 | Pioneros de Los Mochis                                                                                | 105–102              | Rayos de Hermosillo                                                                  | Los Mochis, Sinaloa                                                                    |  |
|                    | Parciales: 21-27, 15-24, 21-19, 29-16 (T.E.: 19-16)                                                   |                      |                                                                                      |                                                                                        |  |
|                    | Estadísticas Jordan Alex Stevens Adam (36) D. Runnels, Q. Alexander (12) Jordan Alex Stevens Adam (6) | Reporte Pts Reb Asts | Estadísticas Jeremy Hollowell (26) J. Hollowell, T. Drisdom (6) Jeremy Hollowell (5) | Pabellón: Centro de Usos Múltiples de Los Mochis Árbitros: R. Rodea L. Salazar A. Peña |  |

| 24 de junio, 20:15 | Rayos de Hermosillo                                                                     | 83–75                | Pioneros de Los Mochis                                                                                   | Hermosillo, Sonora                                              |  |
|                    | Parciales: 15-17, 23-19, 24-20, 21-19                                                   |                      | |                                                                 |  |
|                    | Estadísticas Jimond Ivey (27) J. Hollowell, J. Session (9) J. Hollowell, T. Drisdom (5) | Reporte Pts Reb Asts | Estadísticas Jordan Alex Stevens Adam ('19) Quintin Immanuel Alexander (11) Jordan Alex Stevens Adam (') | Pabellón: Arena Sonora Árbitros: A. Sánchez H. Salinas A. López |  |

| 25 de junio, 20:15 | Rayos de Hermosillo                                                               | 84–82                | Pioneros de Los Mochis                                                                                | Hermosillo, Sonora                                            |  |
|                    | Parciales: 19-28, 23-12, 18-19, 24-23                                             |                      | |                                                               |  |
|                    | Estadísticas Jorge Manuel Camacho (20) Terrence Drisdom (11) Terrence Drisdom (6) | Reporte Pts Reb Asts | Estadísticas Quintin Immanuel Alexander (23) Anthony Laveal Johnson (11) Jordan Alex Stevens Adam (8) | Pabellón: Arena Sonora Árbitros: V. Torres P. Salgado A. Peña |  |

| 26 de junio, 20:15 | Rayos de Hermosillo                                                                 | 90–73                | Pioneros de Los Mochis                                                                                | Hermosillo, Sonora     |  |
|                    | Parciales: 19-21, 17-23, 26-13, 28-16                                               |                      | |                        |  |
|                    | Estadísticas Tahmir Saiquan Gadsden (22) Jeremy Hollowell (11) Terrence Drisdom (8) | Reporte Pts Reb Asts | Estadísticas Jordan Alex Stevens Adam (26) Q. Alexander, A. Johnson (10) Jordan Alex Stevens Adam (7) | Pabellón: Arena Sonora |  |

#### Final

##### (1)Astros de Jaliscovs. (5)Rayos de Hermosillo
| 3 de julio, 17:00 | Astros de Jalisco                                                                          | 89–86                | Rayos de Hermosillo                                                      | Guadalajara, Jalisco                                           |  |
|                   | Parciales: 23-13, 21-22, 26-23, 19-28                                                      |                      |                                                                          |                                                                |  |
|                   | Estadísticas Javion Blake (23) Matthew Harrison Stainbrook (12) J. Loveridge, J. Blake (5) | Reporte Pts Reb Asts | Estadísticas Terrence Drisdom (21) Jimond Ivey (12) Terrence Drisdom (4) | Pabellón: Arena Astros Árbitros: R. Rodea H. Salinas O. Tirado |  |

| 4 de julio, 20:00 | Astros de Jalisco                                                                                             | 101–104              | Rayos de Hermosillo                                                                  | Guadalajara, Jalisco                                        |  |
|                   | Parciales: 22-21, 21-28, 28-21, 22-23 (T.E.: 8-11)                                                            |                      |                                                                                      |                                                             |  |
|                   | Estadísticas Jordan Devaughn Loveridge (22) Irwin Raúl Ávalos Bonilla (12) Karim Scott Rodríguez Carrasco (7) | Reporte Pts Reb Asts | Estadísticas Jeremy Hollowell (32) J. Hollowell, T. Drisdom (8) Jeremy Hollowell (6) | Pabellón: Arena Astros Árbitros: V. Torres A. Peña A. López |  |

| 7 de julio, 20:15 | Rayos de Hermosillo                                                     | 89–81                | Astros de Jalisco                                                                       | Hermosillo, Sonora                                               |  |
|                   | Parciales: 27-30, 17-16, 27-14, 18-21                                   |                      |                                                                                         |                                                                  |  |
|                   | Estadísticas Jimond Ivey (23) Jeremy Hollowell (9) Terrence Drisdom (7) | Reporte Pts Reb Asts | Estadísticas Javion Blake (23) Jordan Devaughn Loveridge (9) J. Loveridge, J. Blake (4) | Pabellón: Arena Sonora Árbitros: A. Sánchez P. Salgado R. Marrón |  |

| 8 de julio, 20:15 | Rayos de Hermosillo                                                                             | 72–80                | Astros de Jalisco                                                                                     | Hermosillo, Sonora                                                |  |
|                   | Parciales: 12-26, 18-15, 20-18, 22-21                                                           |                      | |                                                                   |  |
|                   | Estadísticas T. Drisdom, J. Ivey (17) J. Hollowell, T. Drisdom (7) J. Hollowell, T. Drisdom (3) | Reporte Pts Reb Asts | Estadísticas Javion Blake (17) Matthew Harrison Stainbrook (12) M. Stainbrook, M. Smith, L. Vick (12) | Pabellón: Arena Sonora Árbitros: K. Domínguez R. Rodea H. Salinas |  |

| 9 de julio, 20:15 | Rayos de Hermosillo                                               | 72–84                | Astros de Jalisco                                                                        | Hermosillo, Sonora                                                  |  |
|                   | Parciales: 16-21, 12-25, 21-16, 23-22                             |                      |                                                                                          |                                                                     |  |
|                   | Estadísticas Jimond Ivey (23) Jordan Session (12) Jimond Ivey (5) | Reporte Pts Reb Asts | Estadísticas M. Stainbrook, J. Blake (16) Jordan Devaughn Loveridge (9) Javion Blake (7) | Pabellón: Arena Sonora Árbitros: K. Domínguez A. Sánchez P. Salgado |  |

| 12 de julio, 20:00 | Astros de Jalisco                                                                                              | 91–87                | Rayos de Hermosillo                                                           | Guadalajara, Jalisco                                            |  |
|                    | Parciales: 23-22, 22-14, 16-25, 30-26                                                                          |                      |                                                                               |                                                                 |  |
|                    | Estadísticas Javion Blake (25) Matthew Harrison Stainbrook (12) M. Stainbrook, M. Smith, J. Blake, L. Vick (4) | Reporte Pts Reb Asts | Estadísticas Jimond Ivey (23) Jeremy Hollowell (9) Tahmir Saiquan Gadsden (3) | Pabellón: Arena Astros Árbitros: R. Rodea A. Sánchez H. Salinas |  |

Javion Blake del equipo de Astros de Jalisco es nombrado MVP de la Final.

### Juego de Estrellas
El Juego de Estrellas 2022 se realizó el sábado 14 de mayo en el Centro de Usos Múltiples de Los Mochis, casa de los Pioneros de Los Mochis.
El equipo Sur dominó el encuentro y vence 146-133 al equipo Norte de la mano de Jordan Devaughn Loveridge, del equipo de Astros de Jalisco, quien terminó encestando 47 puntos, 8 rebotes y 6 asistencias, para convertirse en el MVP de la noche

#### Equipos
| Nombre                                                | Equipo                 | Pos              |                  |
| Quinteto Inicial                                      | Quinteto Inicial       | Quinteto Inicial | Quinteto Inicial |
| ----------------------------------------------------- | ---------------------- | ---------------- | ---------------- |
| 00 Felipe Hernández                                   | Astros de Jalisco      | C                |                  |
| 1 LaGerald Vick                                       | Astros de Jalisco      | SF               |                  |
| 21 Jordan Loveridge                                   | Astros de Jalisco      | SF               |                  |
| 23 Jordan Stevens                                     | Pioneros de Los Mochis | PG               |                  |
| 44 Quintin Alexander                                  | Pioneros de Los Mochis | PF               |                  |
| Reservas                                              |                        |                  |                  |
| 2 Uriel Juárez (J)                                    | Pioneros de Los Mochis | PG               |                  |
| 3 Francisco Acosta (J)                                | Venados de Mazatlán    | PG               |                  |
| 8 Jermont Horton                                      | Venados de Mazatlán    | SG               |                  |
| 9 Hameed Ali                                          | Caballeros de Culiacán | PG               |                  |
| 32 Anthony Johnson                                    | Pioneros de Los Mochis | C                |                  |
| 45 Ricardo Calatayud                                  | Venados de Mazatlán    | PG               |                  |
| 77 Juan Contreras                                     | Caballeros de Culiacán | SG               |                  |
| Entrenador: Alejandro Formento (Astros de Jalisco)    |                        |                  |                  |
| Asistente: Guillermo Vecchio (Pioneros de Los Mochis) |                        |                  |                  |

| Nombre                                               | Equipo                     | Pos              |                  |
| Quinteto Inicial                                     | Quinteto Inicial           | Quinteto Inicial | Quinteto Inicial |
| ---------------------------------------------------- | -------------------------- | ---------------- | ---------------- |
| 0 Jordan Brangers                                    | Rayos de Hermosillo        | G                |                  |
| 1 Jarvis Summers                                     | Halcones de Ciudad Obregón | SG               |                  |
| 10 Jaylen Fisher                                     | Ostioneros de Guaymas      | PG               |                  |
| 30 Alihan Demir                                      | Rayos de Hermosillo        | PF               |                  |
| 35 Marvin Cairo                                      | Zonkeys de Tijuana         | PF               |                  |
| Reservas                                             |                            |                  |                  |
| 3 Ángel Peralta (J)                                  | Ostioneros de Guaymas      | SG               |                  |
| 7 Alejandro Reyna                                    | Halcones de Ciudad Obregón | C                |                  |
| 14 Iván Venegas                                      | Zonkeys de Tijuana         | C                |                  |
| 17 Manuel Esteva                                     | Rayos de Hermosillo        | PF               |                  |
| 21 Hiram López                                       | Ostioneros de Guaymas      | C                |                  |
| 23 Quincy O'Neal                                     | Halcones de Ciudad Obregón | G                |                  |
| 55 Deion McClenton                                   | Halcones de Ciudad Obregón | PF               |                  |
| Entrenador: Henry Bibby (Zonkeys de Tijuana)         |                            |                  |                  |
| Asistente: Ariel Rearte (Halcones de Ciudad Obregón) |                            |                  |                  |

 =  Cuenta con nacionalidad mexicana. 
(J) =  Juvenil. 

#### Concurso de Triples
Campeón:  Ricardo Calatayud Ávila (Venados de Mazatlán) 

Subcampeón:  Francisco Acosta Carmona (Venados de Mazatlán)

#### Concurso de Clavadas
Campeón:  Quintin Immanuel Alexander (Pioneros de Los Mochis)

Subcampeón:   Deion Maurice McClenton (Halcones de Ciudad Obregón)

### Líderes

#### Puntos
| Jugador                    | Equipo                 | Promedio |
| -------------------------- | ---------------------- | -------- |
| Jordan Alex Stevens Adam   | Pioneros de Los Mochis | 24.0     |
| Dylan Jurod Smith          | Ostioneros de Guaymas  | 20.2     |
| Samuel James Daniel        | Caballeros de Culiacán | 19.0     |
| Marvin Esteban Cairo Vives | Zonkeys de Tijuana     | 18.6     |
| Jordan Devaughn Loveridge  | Astros de Jalisco      | 18.3     |

#### Rebotes
| Jugador                          | Equipo                     | Promedio |
| -------------------------------- | -------------------------- | -------- |
| Quintin Immanuel Kwame Alexander | Pioneros de Los Mochis     | 8.9      |
| Tony Christopher Farmer          | Halcones de Ciudad Obregón | 8.7      |
| Jimond Ivey                      | Rayos de Hermosillo        | 7.7      |
| Matthew Harrison Stainbrook      | Astros de Jalisco          | 7.7      |
| Anthony Laveal Johnson           | Pioneros de Los Mochis     | 7.6      |

#### Asistencias
| Jugador                        | Equipo                     | Promedio |
| ------------------------------ | -------------------------- | -------- |
| Jordan Alex Stevens Adam       | Pioneros de Los Mochis     | 6.3      |
| Joshua Webster                 | Zonkeys de Tijuana         | 6.0      |
| Hameed Tariq Ali               | Caballeros de Culiacán     | 6.0      |
| Karim Scott Rodríguez Carrasco | Astros de Jalisco          | 5.1      |
| Jarvis Terrell Summers         | Halcones de Ciudad Obregón | 4.6      |

 =  Cuenta con nacionalidad mexicana. 
- Actualizado al 4 de junio de 2022.

### Premios

#### Designaciones
| Designación    | Ganador                                                                                        |
| -------------- | ---------------------------------------------------------------------------------------------- |
| Novato del Año | Francisco Acosta Carmona (Venados de Mazatlán) 3.7PTS, 41% TC, 33% 3PTS                        |
| MVP            | Jordan Devaughn Loveridge (Astros de Jalisco) 18.2 PTS, 6.4 REB, 3.2 AST, 48.7% TC, 39.3% 3PTS |
| MVP Final      | Javion Blake (Astros de Jalisco)                                                               |

 =  Cuenta con nacionalidad mexicana. 

#### Primer equipo ideal
| Jordan Devaughn Loveridge (Astros de Jalisco) Jordan Alex Stevens Adam (Pioneros de Los Mochis) LaGerald Montrell Vick (Astros de Jalisco) Jimond Ivey (Rayos de Hermosillo) Matthew Harrison Stainbrook (Astros de Jalisco) |

 =  Cuenta con nacionalidad mexicana. 

#### Segundo equipo ideal
| PG Javion Blake (Astros de Jalisco) SG Karim Scott Rodríguez Carrasco (Astros de Jalisco) SF Jeremy Hollowell (Rayos de Hermosillo) PF Tony Christopher Farmer (Halcones de Ciudad Obregón) C Anthony Laveal Johnson (Pioneros de Los Mochis) |

 =  Cuenta con nacionalidad mexicana. 

#### Equipo ideal mexicano
| Jorge Manuel Camacho Federico (Rayos de Hermosillo) Irwin Raúl Ávalos Bonilla (Astros de Jalisco) José David Estrada Stone (Halcones de Ciudad Obregón) Ricardo Calatayud Ávila (Venados de Mazatlán ) Alejandro Reyna Martínez (Halcones de Ciudad Obregón) |

 =  Cuenta con nacionalidad mexicana. 